# جیمی لین
جیمی لین (انگلیسی: Jimmy Lin؛ زادهٔ ۱۵ اکتبر ۱۹۷۴) بازیگر، خوانندگی، race car driver، کارآفرینی، عکاس اهل تایوان است.
از فیلم‌ها یا برنامه‌های تلویزیونی که وی در آن نقش داشته است می‌توان به نیمی خدایی و نیمی شیطانی، پروانه و شمشیر اشاره کرد.